# Ghasam
Ghasam, auch Ghasm (arabisch غصم, DMG Ġaṣam), ist eine Stadt im Gouvernement Dar'a im Südwesten von Syrien.

## Lage
Ghasam liegt nordöstlich von Darʿā und westlich von Bosra. Weitere nahe gelegene Ortschaften sind Maarbah im Osten, al-Sahwah im Norden, al-Jiza nach Westen und al-Mataaiya im Süden.

## Geschichte
Gottlieb Schumacher berichtete, dass er 1895 die römische Straße von Umm-el-Meyädin nach Ghasm nutzte.
Im Dorf findet sich die Ruine einer byzantinischen Kirche, die 593 Bakchos und Sergios geweiht worden war. In dieser Gegend lebte die sunnitische Familie al-Miqdad.
1596 erscheint Ghasm im ottomanischen Steuerregister als Gasim und war Teil des Nahiya von Butayna im Sandschak (Osmanisches Reich) von Hauran. 
Der Reisegruppe, der Schumacher angehörte, wurde von Dorfbewohnern berichtet, dass Angehörige der Drusen 1893 Ghasam geplündert hätten und sich 1894 für die Wasserstellung 200 Mejidiehs zahlen lassen.